# Зозуляк Олександр Дмитрович
Олекса́ндр Дми́трович Зозуля́к (нар. 10 травня 1977, Чернівецька область) — український військовик, старший лейтенант Збройних сил України.

## Життєпис
Олександр Зозуляк народився 10 травня 1977 року в Чернівецькій області. Закінчив Чернівецький національний університет імені Юрія Федьковича. Проживав у місті Чернівці, приватний підприємець.
У часі війни мобілізований у серпні 2014-го, окремий гірсько-піхотний батальйон, 128 окремої гірсько-піхотної бригади, командир взводу управління мінометної батареї.
Брав участь у боях за Золоте. Окопуватися довелося під обстрілами. Після того брав участь у боях за Дебальцеве, смт Луганське, висота 307,5 м «Валєра» (поблизу с. Санжарівка). 25 січня 2015-го проросійські терористи штурмували українські позиції на висоті 307,5 м «Валєра». Атакували 5 танків і БМП, атаку відбили, але й самі вимушено відійшли. Танк терористів на повному ходу розчавив трьох вояків, переїхав ногу танкісту і двічі проїхався по лейтенантові Зозуляку в окопі. Зозуляк був притомним. Після наїзду танка розплющив очі — вони дивилися в різні боки. Зозуляка врятували бронежилет і наколінники. Переломи ребер, тазу, опіки від тертя гусені танка, розриви м'язів, відірвані м'язи, рвані рани лівої ноги, переломи лівої ноги і перелом правої руки, закрита травма грудної клітки і живота, забійна рана лобної ділянки голови.
Над Зозуляком танк застряг, лейтенант пролежав під ним понад годину. Українські вояки почали обстрілювати танк, гранатометник Борис Лисий із РПГ-7 підбив танк після чого люки на башті танку автоматично відкрились, бійці, що були поблизу, закинули у відкриті люки танка гранати, солдат Руслан Халілов справу довершив, закинувши ще 2 гранати в танк. На тій позиції загинуло 7 українських вояків і близько десяти терористів, одного ворожого танкіста було захоплено в полон. Лейтенант Зозуляк втратив ліву руку.
З 25 січня 2015 року перебував на лікуванні в Артемівському військовому госпіталі, Харківському військовому госпіталі, клінічній лікарні «Феофанія» і травматологічному відділенні Національного військово-медичного клінічного центру «Головний військовий клінічний госпіталь» (м. Київ). Проходив реабілітацію в Словаччині. Пройшов протезування.
З 22 січня 2016 року працює в Департаменті протидії наркозлочинності (Національній поліції України).
Потрапив до тридцятки півфіналістів національної збірної «Ігор нескорених». Входив до резерву збірної України на «Іграх нескорених 2017». Член команди Національної збірної України «Ігри нескорених 2018».
Брав участь в «Іграх нескорених 2020».

## Нагороди
За особисту мужність і героїзм, виявлені у захисті державного суверенітету та територіальної цілісності України, вірність військовій присязі під час російсько-української війни
- нагороджений орденом «За мужність» III ступеня (26.2.2015).
- медаль «Захиснику Вітчизни».
- нагрудний знак «Учасник АТО» (2015).
- Нагрудний знак «За відвагу в службі» (2016).
- Відзнака Президента України «За участь в антитерористичній операції» (2017).
- Орден «За заслуги» III ступеня[3]